# Kayan (langue)
Le kayan ou padaung est une langue tibéto-birmane du groupe karen parlée dans l'est de la Birmanie.

## Écriture
Le kayan est écrit avec deux orthographes, une utilisant l’écriture latine et une autre utilisant l’écriture birmane.

## Sources
- (en) Tadahiko Shintani, A handbook of comparative Kayan languages. Linguistic survey of Tay cultural area (LSTCA)., Tokyo, Research Institute for Languages and Cultures of Asia and Africa (ILCAA), 2020 (ISBN 978-4-86337-340-2)